# Botrychium triangularifolium
Botrychium triangularifolium är en låsbräkenväxtart som först beskrevs av Sahashi, och fick sitt nu gällande namn av Masahiro Kato. Botrychium triangularifolium ingår i släktet låsbräknar, och familjen låsbräkenväxter. Inga underarter finns listade i Catalogue of Life.